# 크림 타타르인
크림 타타르인(크림 타타르어: qırımtatarlar, 우크라이나어: кримськi татари, 러시아어: крымские татары, 영어: Crimean Tatars)은 크림반도에 뿌리를 둔 튀르크계 민족이다.
이들은 13세기 무렵 통일몽골의 칭기스칸 장남 주치를 따라 아시아에서 동남 유럽으로 이주해온 튀르크 부족들이 13-17세기에 크림반도에 정착해 생겨나게 된 튀르크 계통의 민족이다. 크림 타타르족들은 민족 형성이 된 이후부터 18세기 중반까는 크림반도 인구의 대다수를 차지했고, 19세기가 끝날 무렵에는 지역에서 상대적으로 가장 많은 민족이였다. 러시아 제국의 크림반도 합병 이래로 러시아는 크림 타타르인을 다양한 형태로 탄압했고, 이때부터 이미 많은 크림 타타르인들이 해외로 이주하였다.
크림반도가 독일군에게서 해방된 이후인 1944년 5월, 소비에트 연방 국방 위원회는 크림반도에서 소비에트 군대에 복무하는 크림 타타르인들을 포함한 타타르인들을 제거하도록 명령을 내렸고, 이들은 기차와 유개 화차 등을 타고 주로 우즈베키스탄 등에 중앙아시아로 이주당했다. 1967년을 시작으로, 일부가 크림반도로 돌아가는 것이 허락되었고 1989년에 소비에트 연방 의회는 이 강제이주를 두고 비인간적이고 법적 근거가 없었다고 규탄했다. 오늘날, 크림 타타르족은 크림반도 전체 인구 중 12% 정도를 차지하는 것으로 여겨지고 있다. 오늘날 대다수의 크림 타타르족은 튀르키예와 우즈베키스탄에 살고 있으며, 최대 수백만 명으로 추산되는 민족 인구 중 약 25만 명만이 현재 크림반도에 거주한다.

## 같이 보기
- 타타르인
- 크림 타타르인 강제이주
- 크림 자치 공화국
- 2014년 크림 위기